# Damir Fejzić
Damir Fejzić (* 16. April 1994) ist ein serbischer Taekwondoin. Er startet in der Gewichtsklasse bis 68 Kilogramm.
Fejzić startete bei der Juniorenweltmeisterschaft 2008 in Izmir und erreichte dort das Viertelfinale. In den folgenden Jahren nahm er an weiteren Juniorenmeisterschaften teil, konnte aber keine Medaillen gewinnen. Im Erwachsenenbereich debütierte er bei der Europameisterschaft 2012 in Manchester, schied jedoch im Achtelfinale gegen Martin Stamper aus. Fejzić gewann im Januar 2012 überraschend das europäische Olympiaqualifikationsturnier in Kasan und qualifizierte sich für die Olympischen Spiele 2012 in London.